# Albin Markuszewski
Albin Markuszewski (en russe : Альбин Юлианович Маркушевский), né le 1er mars 1877 dans le village de Jouravlintsy appartenant au gouvernement de Podolie (Empire russe, aujourd'hui Ukraine), dans l'ouiezd de Proskourov, et mort fusillé le 5 février 1938 à la prison d'Iénisseïsk en Sibérie, est un prêtre catholique soviétique victime de la répression stalinienne.

## Biographie
Albin Ioulianovitch Markuszewski naît dans une famille d'origine polonaise. Il fait ses études au séminaire de Jytomyr en Volhynie dont il sort en 1903 après avoir été ordonné prêtre en mai. Il est nommé vicaire de l'église Saint-Jean-Népomucène de Doubno en Volhynie, puis curé de la paroisse du village de Vychevichi en 1905. En 1914, il est nommé curé et doyen de Radomychl dans le gouvernement de Kiev, ville dont plus de la moitié des habitants sont juifs. Il enseigne également le catéchisme au lycée de garçons. Il est nommé curé de la paroisse de l'Exaltation de la Sainte-Croix d'Ilintsy (dans le raïon de Lipovets) en 1917, année où l'Empire s'écroule. Il dessert également les villages environnants de Krymov et d'Ouratov, ainsi que temporairement de Lipovets. 
C'est ici qu'il traverse les mois de la révolution et les temps de la guerre civile. Il aide dans la mesure du possible les villageois dans la tourmente et va même jusqu'à héberger quelque temps un soldat bolchévique. Lorsque des pogroms menés par les nationalistes ukrainiens éclatent contre les juifs en 1919, il en protège un certain nombre, même deux d'entre eux qui sont tchékistes. Les troupes polonaises évacuent la région ensuite et l'officier de la ville lui propose de l'évacuer en Pologne, mais l'abbé Markuszewski refuse pour rester auprès de ses paroissiens, pensant que l'arrivée de l'Armée rouge ne serait que passagère.
Il est nommé en 1920 à la paroisse d'Ouchomir, près de Korosten, et dessert également les villages alentour. Il est arrêté le 17 janvier 1930 pour « avoir répandu de la littérature religieuse et des ouvrages propageant des idéaux nationalo-chauvins en faveur de la Pologne ». Il est emprisonné à Kiev et condamné le 22 mars suivant aux termes de l'article 54/10 du code de la république socialiste soviétique d'Ukraine à trois ans de travaux forcés. L'abbé Markuszewski est transféré par étapes au camp à régime spécial de Solovki en avril 1931, où il arrive à celui de l'île d'Anzer en juin qui est particulièrement sévère. Albin Markuszewski est victime d'une grave dépression nerveuse et donc envoyé en février 1932 dans une clinique psychiatrique pour prisonniers située dans la région d'Arkhangelsk. Il est libéré en 1933.
L'abbé Markuszewski revient quelque temps à Jytomyr, puis dessert l'église de l'Exaltation de la Sainte-Croix du village de Fatovo, mais les paroissiens ont peur de se rendre à l'église et d'y envoyer leurs enfants à cause de la répression stalinienne. Il est prêtre au village de Malino en 1934, puis s'installe à Kherson et dans le sud de l'Ukraine. Il est arrêté en janvier 1936 et condamné le 11 février suivant à cinq ans de relégation en Sibérie. Il est envoyé au village de Kazatchinskoïe dans le kraï de Krasnoïarsk. Mais des hommes du NKVD viennent l'y arrêter le 22 septembre 1937. C'est la période des grandes purges staliniennes qui frappent toute l'URSS. Il est accusé « de fomenter de l'agitation contre-révolutionnaire et nationaliste parmi les relégués » et aussitôt envoyé à la prison d'Iénisseïsk. Son procès qui se tient le 10 janvier 1938 le condamne à mort. Il est fusillé à la prison le 5 février 1938.